# نخل رجل الرمل
نخل رَجُل الرمل أو نخل العاج (الاسم العلمي: Ammandra decasperma)، جنس نبات مُزهر أحادي النوع من فصيلة النخلية موطنها الإكوادور وكولومبيا.